# Лепосава Михаиловић
Лепосава Михаиловић Опика (Крагујевац, 6. април 1912 — Јајинци, код Београда, 14. мај 1943), инжењер технологије и учесница Народноослободилачке борбе.

## Биографија
Рођена је 6. априла 1912. године у Крагујевцу. Након завршене основне школе и гимназије студирала је у Београду. Током студија се прикључила револуционарном студентском покрету на Београдском универзитету и учествовала је у свим студентским акцијама. Истицала се у борби за освајање Удружења студенткиња из руку прорежимске управе и у борби за завршавање Дома студенткиња. Маја 1936. године је постала прва председница реоганизационог Удружења студенткиња.
Била је међу организаторима Женског покрета у Крагујевцу током 1936. године. Због своје активности била је примљена у чланство Комунистичке партије Југославије (КПЈ). После завршених студија радила је као инжењер у Фабрици шећера на Чукарици, где је била секретар једне партијске ћелије.
Након окупације Југославије, 1941. године наставила је илегални партијски рад у окупираном Београду. После мартовске провале у београдску партијску организацију, 1942. године и хапшења Јелене Ћетковић, секретара Месног комитета КПЈ за Београд радила је на обнављању партијских ћелија и повезивању чланова КПЈ који су избегли хапшења у провали.
Октобра 1942. године била је ухапшена на једном уличном састанку и у полицији је била подвргнута страховитом мучењу. Упркос свим малтретирањима ништа није признала. Испребијана је била пребачена у логор на Бањици, где је непомично лежала седам месеци. Стрељана је 14. маја 1943. године на стрелиштима у Јајинцима, код Београда. Била је стрељана у групи истакнутих-жена комуниста, међу којима су биле — Јелена Ћетковић, Дринка Павловић, Кристина Ковачевић, Славка Ђурђевић-Ђуричић и др.
Њено име носи једна улица у београдском насељу Беле воде, на Чукарици, као и једна улица у Крагујевцу.